# Kuurne-Brussel·les-Kuurne 2019
La Kuurne-Brussel·les-Kuurne 2019 va ser la 71a edició de la Kuurne-Brussel·les-Kuurne. Es disputà el 3 de març sobre un recorregut de 201,1 km amb sortida i arribada a Kuurne.
El vencedor final fou el luxemburguès Bob Jungels (Deceuninck-Quick Step) que s'imposà en solitari a Owain Doull (Team SKY) i Niki Terpstra (Direct Énergie), segon i tercer respectivament.

## Equips
L'organització convidà a 25 equips a prendre part en aquesta cursa:
| WorldTeams (17)- AG2R La Mondiale - Astana - Bahrain-Merida - Bora-hansgrohe - CCC Team - Deceuninck-Quick Step - Dimension Data - EF Education First - Groupama-FDJ - Team Jumbo-Visma - Katusha-Alpecin - Lotto Soudal - Mitchelton-Scott - Movistar Team - Sky - Trek-Segafredo - UAE Team Emirates Equips continentals professionals (8)- Arkéa-Samsic - Cofidis, Solutions Crédits - Direct Énergie - Israel Cycling Academy - Roompot-Charles - Sport Vlaanderen-Baloise - Vital Concept-B&B Hotels - Wanty-Groupe Gobert |
| |

## Classificació final
| \| Classificació general \| Classificació general \| Classificació general \| Classificació general \| Classificació general \| \| Corredor \| Corredor \| Equip \| Temps \| \| \| --------------------- \| --------------------- \| --------------------- \| --------------------- \| --------------------- \| \| 1r \| Bob Jungels \| Deceuninck-Quick Step \| 4h 42' 54" \| \| \| 2n \| Owain Doull \| Team Sky \| + 12" \| \| \| 3r \| Niki Terpstra \| Direct Énergie \| + 12" \| \| \| 4t \| Dylan Groenewegen \| Team Jumbo-Visma \| + 12" \| \| \| 5è \| Yves Lampaert \| Deceuninck-Quick Step \| + 12" \| \| \| 6è \| Florian Sénéchal \| Deceuninck-Quick Step \| + 12" \| \| \| 7è \| Jens Keukeleire \| Lotto-Soudal \| + 12" \| \| \| 8è \| André Greipel \| Arkéa-Samsic \| + 12" \| \| \| 9è \| Jasper De Buyst \| Lotto-Soudal \| + 12" \| \| \| 10è \| Carlos Barbero Cuesta \| Movistar Team \| + 12" \| \| |                       |                       |            |
| |                       |                       |            |
| Font: ProCyclingStats |                       |                       |            |
| Classificació general |                       |                       |            |
| Corredor | Corredor              | Equip                 | Temps      |
| 1r | Bob Jungels           | Deceuninck-Quick Step | 4h 42' 54" |
| 2n | Owain Doull           | Team Sky              | + 12"      |
| 3r | Niki Terpstra         | Direct Énergie        | + 12"      |
| 4t | Dylan Groenewegen     | Team Jumbo-Visma      | + 12"      |
| 5è | Yves Lampaert         | Deceuninck-Quick Step | + 12"      |
| 6è | Florian Sénéchal      | Deceuninck-Quick Step | + 12"      |
| 7è | Jens Keukeleire       | Lotto-Soudal          | + 12"      |
| 8è | André Greipel         | Arkéa-Samsic          | + 12"      |
| 9è | Jasper De Buyst       | Lotto-Soudal          | + 12"      |
| 10è | Carlos Barbero Cuesta | Movistar Team         | + 12"      |